# Successione di Fibonacci

Una tassellatura con quadrati le cui lunghezze laterali sono numeri successivi di Fibonacci: 1, 1, 2, 3, 5, 8, 13 21, ...

La spirale di Fibonacci: un'approssimazione della spirale aurea creata disegnando archi circolari che collegano gli angoli opposti dei quadrati nella tassellatura di Fibonacci (vedi immagine precedente).

In matematica, la successione di Fibonacci (detta anche successione aurea) è una successione di numeri interi in cui ciascun numero è la somma dei due precedenti, eccetto i primi due che sono, per definizione, 0 e 1. Questa successione, indicata con {\displaystyle F_{n}} o con {\displaystyle \mathrm {Fib} (n)}, è definita ricorsivamente: partendo dai primi due elementi, {\displaystyle F_{0}=0} e {\displaystyle F_{1}=1}, ogni altro elemento della successione sarà dato dalla relazione:
{\displaystyle F_{n}=F_{n-1}+F_{n-2}.}
Gli elementi {\displaystyle F_{n}} sono anche detti numeri di Fibonacci. I primi termini della successione di Fibonacci, che prende il nome dal matematico pisano del XIII secolo Leonardo Fibonacci, sono: {\displaystyle 0,1,1,2,3,5,8,13,21,34,55,89,144,233,377,610,987,\ldots }

## Storia
Nel 1202 il matematico pisano Leonardo Fibonacci pubblicò il Liber abbaci, un trattato di aritmetica e algebra con il quale voleva introdurre in Europa il sistema numerico decimale indo-arabico e i principali metodi di calcolo ad esso relativi. All'interno del trattato portò diversi problemi aritmetici con relativa soluzione. Uno di questi riguardava la crescita di una popolazione di conigli.
Assumendo per ipotesi che:
- si disponga di una coppia di conigli appena nati
- questa prima coppia diventi fertile al compimento del primo mese e dia alla luce una nuova coppia al compimento del secondo mese;
- le nuove coppie nate si comportino in modo analogo;
- le coppie fertili dal secondo mese di vita in poi diano alla luce una coppia di figli al mese;

si verifica quanto segue:
- dopo un mese una coppia di conigli sarà fertile,
- dopo due mesi ci saranno due coppie di cui una sola fertile,
- nel mese seguente, terzo mese dal momento iniziale, ci saranno {\displaystyle 2+1=3} coppie perché solo la coppia fertile avrà generato; di queste tre, due saranno le coppie fertili, quindi
- nel mese seguente (quarto mese dal momento iniziale) ci saranno {\displaystyle 3+2=5} coppie

|                   | In principio | Al termine del primo mese | Al termine del secondo mese | Al termine del terzo mese | Al termine del quarto mese | Al termine del quinto mese | Al termine del sesto mese | Al termine del settimo mese | Al termine dell'ottavo mese | Al termine del nono mese | Al termine del decimo mese | Al termine dell'undicesimo mese | Al termine del dodicesimo mese |
| ----------------- | ------------ | ------------------------- | --------------------------- | ------------------------- | -------------------------- | -------------------------- | ------------------------- | --------------------------- | --------------------------- | ------------------------ | -------------------------- | ------------------------------- | ------------------------------ |
| Coppie di conigli | 1            | 1                         | 2                           | 3                         | 5                          | 8                          | 13                        | 21                          | 34                          | 55                       | 89                         | 144                             | 233                            |

In questo esempio, il numero di coppie di conigli di ogni mese esprime la successione di Fibonacci.

## Proprietà
Il rapporto {\displaystyle {\frac {F_{n}}{F_{n-1}}}}, per {\displaystyle n} tendente all'infinito, tende al numero algebrico irrazionale {\displaystyle \varphi } chiamato sezione aurea o numero di Fidia. In termini matematici:
{\displaystyle \lim _{n\to \infty }{F_{n} \over F_{n-1}}=\varphi }
dove
{\displaystyle \varphi ={1+{\sqrt {5}} \over 2}=1{,}618033988749895\dots }
Infatti, se poniamo {\displaystyle x:=\lim _{n\rightarrow \infty }{\dfrac {F_{n}}{F_{n-1}}}} risulta
{\displaystyle x=\lim _{n\rightarrow \infty }{\dfrac {F_{n}}{F_{n-1}}}=\lim _{n\rightarrow \infty }{\dfrac {F_{n-1}+F_{n-2}}{F_{n-1}}}=\lim _{n\rightarrow \infty }\left(1+{\dfrac {F_{n-2}}{F_{n-1}}}\right)=1+\lim _{n\rightarrow \infty }{\dfrac {F_{n-1}}{F_{n}}}=1+{\dfrac {1}{x}}}
da cui segue che {\displaystyle x=1+{\dfrac {1}{x}}}, ossia {\displaystyle x^{2}-x-1=0}. Tale equazione ha per soluzioni {\displaystyle {\dfrac {1\pm {\sqrt {5}}}{2}}}, ma {\displaystyle \lim _{n\rightarrow \infty }{\dfrac {F_{n}}{F_{n-1}}}>1} perché la successione di Fibonacci è definitivamente crescente: perciò
{\displaystyle \lim _{n\to \infty }{F_{n} \over F_{n-1}}={\dfrac {1+{\sqrt {5}}}{2}}.}
Il rapporto tra un numero di Fibonacci e il suo successivo tende al reciproco della sezione aurea {\displaystyle {\frac {1}{\varphi }}=0,6180339887498948\ldots }
Per {\displaystyle \varphi } valgono le seguenti relazioni:
a) {\displaystyle \varphi -1={\frac {1}{\varphi }}={-1+{\sqrt {5}} \over 2},}
b) {\displaystyle 1-\varphi =-{\frac {1}{\varphi }}={1-{\sqrt {5}} \over 2}.}
L'{\displaystyle n}-esimo numero di Fibonacci si può esprimere con la formula:
{\displaystyle F_{n}={\frac {\varphi ^{n}}{\sqrt {5}}}-{\frac {(1-\varphi )^{n}}{\sqrt {5}}}={\frac {\varphi ^{n}-(-\varphi )^{-n}}{\sqrt {5}}}.}
Questa elegante formula è nota come formula di Binet. Jacques Binet la dimostrò nel 1843, tuttavia essa era già nota nel XVIII secolo a Eulero, Abraham de Moivre e Daniel Bernoulli. Questa espressione per {\displaystyle F_{n}} può essere calcolata per mezzo della trasformata zeta.
Talora risulta comodo servirsi della successione bilatera, cioè una successione definita sugli interi invece che sui naturali, costituita da numeri interi aggiungendo ai precedenti i termini {\displaystyle F_{-n}:=(-1)^{n+1}F_{n},} per {\displaystyle n=0,1,2,\ldots ,} di cui alcuni termini sono:
{\displaystyle \dots \ 233,-144,89,-55,34,-21,13,-8,5,-3,2,-1,1,0,1,1,2,3,5,8,13,21,34,55,89,144,233,\dots }
A partire dai numeri di Fibonacci e dalla sezione aurea si possono definire alcune funzioni speciali: coseno iperbolico di Fibonacci, cotangente iperbolica di Fibonacci, seno iperbolico di Fibonacci, tangente iperbolica di Fibonacci.

## Proprietà di una qualunque successione definita come quella di Fibonacci
Dati due numeri Naturali qualunque {\displaystyle a_{1}}e {\displaystyle a_{2}} con {\displaystyle a_{1}<a_{2}} e costruita, analogamente a quella di Fibonacci, la successione:
{\displaystyle a_{1}}, {\displaystyle a_{2}}, {\displaystyle a_{3}=a_{2}+a_{1}}, ..., {\displaystyle a_{n+1}=a_{n}+a_{n-1},}
allora
{\displaystyle \lim _{n\to \infty }{a_{n+1} \over a_{n}}=\varphi .}
Dimostrazione
Ogni numero {\displaystyle a_{n}} della successione è la somma dei due precedenti che a sua volta sono la somma dei due precedenti, di fatto (un po’ come per i coniglietti di Fibonacci) ogni {\displaystyle a_{n}} è esprimibie come somma di un certo numero di volte {\displaystyle a_{1}} più un certo numero di volte {\displaystyle a_{2}}.
{\displaystyle a_{3}}= 1 {\displaystyle a_{2}}+1 {\displaystyle a_{1}}
{\displaystyle a_{4}}= {\displaystyle a_{3}}+ {\displaystyle {a_{2}}}= {\displaystyle (1a_{2}+1a_{1})+a_{2}} = 2 {\displaystyle a_{2}}+ 1 {\displaystyle a_{1}}
{\displaystyle a_{5}}= {\displaystyle a_{4}}+ {\displaystyle {a_{3}}}= {\displaystyle (2a_{2}+1a_{1})+(1a_{2}+1a_{1})} = 3 {\displaystyle a_{2}}+ 2 {\displaystyle a_{1}}
{\displaystyle a_{6}} = {\displaystyle a_{5}}+ {\displaystyle {a_{4}}}= {\displaystyle (3a_{2}+2a_{1})+(2a_{2}+1a_{1})} = 5 {\displaystyle a_{2}}+ 3 {\displaystyle a_{1}}
{\displaystyle \quad \;\vdots }
{\displaystyle a_{n}={F_{n-1}}{a_{2}}+{F_{n-2}}a_{1},}
dove {\displaystyle F_{n}} è l'ennesimo numero di Fibonacci con {\displaystyle F_{1}=F_{2}=1}, {\displaystyle F_{3}=2}, {\displaystyle F_{4}=3}, ...
Quindi:
{\displaystyle \lim _{n\to \infty }{a_{n+1} \over a_{n}}=\lim _{n\to \infty }{F_{n}a_{2}+F_{n-1}a_{1} \over F_{n-1}a_{2}+F_{n-2}a_{1}}=\lim _{n\to \infty }\left({F_{n}a_{2} \over F_{n-1}a_{2}+F_{n-2}a_{1}}+{F_{n-1}a_{1} \over F_{n-1}a_{2}+F_{n-2}a_{1}}\right)=}
{\displaystyle =\lim _{n\to \infty }\left({F_{n} \over F_{n-1}+F_{n-2}{a_{1} \over a_{2}}}+{F_{n-1} \over {F_{n-1}{a_{2} \over a_{1}}+F_{n-2}}}\right)=\lim _{n\to \infty }\left({F_{n} \over {F_{n-1}+F_{n-2}{a_{1} \over a_{2}}}}+{1 \over {a_{2} \over a_{1}}+{F_{n-2} \over F_{n-1}}}\right)=}
{\displaystyle =\lim _{n\to \infty }\left({F_{n} \over {F_{n-1}+F_{n-2}{a_{1} \over a_{2}}}}+{1 \over {a_{2} \over a_{1}}+{1 \over \varphi }}\right)=\lim _{n\to \infty }\left({F_{n} \over {F_{n-1}+F_{n-2}{a_{1} \over a_{2}}}}\right)+{\varphi a_{1} \over \varphi a_{2}+a_{1}}.}
Mediante la seguente formula di Binet:
{\displaystyle F_{n}={\frac {\sqrt {5}}{5}}\left[\left({\frac {1+{\sqrt {5}}}{2}}\right)^{n}-\left({\frac {1-{\sqrt {5}}}{2}}\right)^{n}\right]}
e facendo una serie di passaggi algebrici, si ottiene
{\displaystyle \lim _{n\to \infty }\left({F_{n} \over {F_{n-1}+F_{n-2}{a_{1} \over a_{2}}}}\right)+{\varphi a_{1} \over \varphi a_{2}+a_{1}}={{{1 \over 4}(1+{\sqrt {5}})^{2}} \over {{1 \over 2}(1+{\sqrt {5}})+{a_{1} \over a_{2}}}}+{\varphi a_{1} \over \varphi a_{2}+a_{1}}={\varphi ^{2} \over \varphi +{a_{1} \over a_{2}}}+{\varphi a_{1} \over \varphi a_{2}+a_{1}}=\varphi .}

## Relazioni con il triangolo di Tartaglia e i coefficienti binomiali
Il triangolo di Tartaglia è una famosa rappresentazione dei coefficienti binomiali che si ottengono dallo sviluppo del binomio di Newton {\displaystyle (a+b)^{n}}, dove {\displaystyle n} è una riga del triangolo:

Le prime righe del triangolo di Tartaglia

Per mostrare che esiste una relazione tra il triangolo e i numeri di Fibonacci, riscriviamo i numeri del triangolo nel seguente modo:

Serie di Fibonacci ricavata dal triangolo di Tartaglia

A partire dalla prima linea rossa in alto, se si sommano i numeri attraversati da ogni linea, si ottiene la successione di Fibonacci.
La relazione con i coefficienti binomiali è:
{\displaystyle F_{n}=\sum _{k=0}^{n-1}{n-k-1 \choose k}=\sum _{k=1}^{n}{n-k \choose k-1}.}

### Numeri di Fibonacci e fattori comuni
Se {\displaystyle n\mid m}, allora {\displaystyle F_{n}\mid F_{m}}, cioè ogni multiplo {\displaystyle nk} di {\displaystyle n} individua un numero di Fibonacci {\displaystyle F_{nk}} multiplo di {\displaystyle F_{n}}.
Visivamente, si può costruire una tabella mettendo "x" se {\displaystyle F_{n}} non è un divisore di {\displaystyle F_{i}}:
```
    i		3  4  5  6  7  8  9 10 11  12
    F(i)      	2  3  5  8 13 21 34 55 89 144
    F(3)=2         x  x	    x  x     x	x
    F(4)=3 	x     x	 x  x     x  x	x
    F(5)=5	x  x	 x  x  x  x     x   x

```

Da cui si vede che {\displaystyle 2} è un fattore di {\displaystyle F_{3n}} per ogni {\displaystyle n}, {\displaystyle 3} è un fattore di {\displaystyle F_{4n}} per ogni {\displaystyle n}, {\displaystyle 5} è un fattore di {\displaystyle F_{5n}} per ogni {\displaystyle n}, e così via.
La dimostrazione segue dai coefficienti binomiali
{\displaystyle F_{k}=\sum _{i=1}^{k-1}{k-i \choose i-1}=m,}
{\displaystyle F_{nk}=\sum _{i=1}^{nk-1}{nk-i \choose i-1}=t.}

### Numeri di Fibonacci vicini
Due numeri di Fibonacci consecutivi {\displaystyle F_{n},F_{n+1}} non hanno fattori comuni, cioè sono coprimi.
Infatti, sia {\displaystyle F_{n}=ma} e {\displaystyle F_{n+1}=mb} per qualche {\displaystyle n}, in cui {\displaystyle m} è un divisore comune. Si ha {\displaystyle F_{n-1}=F_{n+1}-F_{n}=m(b-a)}, cioè anche {\displaystyle F_{n-1}} ha {\displaystyle m} come divisore e, proseguendo il ragionamento per i termini precedenti {\displaystyle F_{n-2},F_{n-3},\dots }, si arriva che anche {\displaystyle F_{1}=1} ha {\displaystyle m} come divisore, quindi {\displaystyle m=1}

### Numeri di Fibonacci primi
Dato che {\displaystyle F_{nm}} è divisibile per {\displaystyle F_{n}} e {\displaystyle F_{m}}, se un numero {\displaystyle F_{k}} è
primo, anche {\displaystyle k} è primo, fatta eccezione per {\displaystyle F_{4}=3}.
Non è vero il contrario. Infatti ad esempio {\displaystyle 19} è primo, mentre {\displaystyle F_{19}=113\cdot 37=4181} non è primo.
Il più grande numero di Fibonacci primo noto {\displaystyle F_{81839}} è stato segnalato in aprile 2001 da David Broadbent e Bouk de Water.
La serie di numeri indice dei numeri primi di Fibonacci è la sequenza A001605.

### Teorema di Carmichael e fattori primi caratteristici
Per ogni {\displaystyle n>12}, esiste un fattore primo del numero di Fibonacci {\displaystyle F_{n}} che non è mai apparso come fattore dei numeri di Fibonacci {\displaystyle F_{k}}, con {\displaystyle k<n.}
Questo teorema è noto come teorema di Carmichael. Per {\displaystyle n\leq 12} si hanno i seguenti casi particolari:
{\displaystyle F_{1}=1} (non ha fattori primi);
{\displaystyle F_{2}=1} (non ha fattori primi);
{\displaystyle F_{6}=8}, che ha solo il fattore primo {\displaystyle 2}, che è anche {\displaystyle F_{3}};
{\displaystyle F_{12}=144}, che ha solo i fattori {\displaystyle 2} e {\displaystyle 3}, come i suoi fattori primi e questi sono apparsi in precedenza come {\displaystyle F_{3}=2} e {\displaystyle F_{4}=3}.
Si noti che questo non significa che {\displaystyle F_{p}} deve essere un numero primo per ogni {\displaystyle p} primo. Ad esempio {\displaystyle F_{19}=4181=37\times 113}, dove {\displaystyle 19} è un numero primo, ma {\displaystyle F_{19}} no.
I fattori primi di un numero di Fibonacci {\displaystyle F_{n}} che non dividono nessun numero di Fibonacci precedente sono detti fattori caratteristici o divisori primi primitivi.
Un fattore primitivo di {\displaystyle F_{n}} è congruente a {\displaystyle -1\mod n}, con l'eccezione {\displaystyle n=5}.
Se {\displaystyle n\equiv 3\mod 10} e {\displaystyle n} è un divisore primitivo di {\displaystyle F_{n+1}}, allora {\displaystyle n} è primo. Se {\displaystyle n\equiv 1\,{\bmod {1}}0} e {\displaystyle n} è un divisore primitivo di {\displaystyle F_{n-1}}, allora {\displaystyle n} è primo (questo teorema è stato citato per la prima volta da Édouard Lucas, ma non dimostrato).

### Proprietà di divisibilità
I numeri di Fibonacci godono in generale delle seguenti proprietà di divisibilità:
- se {\displaystyle m\mid k} allora {\displaystyle F_{m}\mid F_{k},}

dove il simbolo {\displaystyle x\mid y} significa che {\displaystyle x} è un divisore di {\displaystyle y.}
Un altro risultato è il seguente: scelti {\displaystyle n+1} numeri di Fibonacci da un insieme {\displaystyle F_{1},F_{2},F_{3},\ldots ,F_{2n}}, allora uno dei numeri scelti divide un altro esattamente (Weinstein 1966).
Mihàly Bencze trovò una nuova proprietà di divisibilità con una nuova sequenza. La sequenza ha i primi quattro valori fissati e la regola {\displaystyle B(n+4)=B(n+1)+B(n).}
| n    | 0 | 1 | 2 | 3 | 4 | 5 | 6 | 7 | 8 | 9 | 10 | 11 | 12 | 13 |
| B(n) | 4 | 0 | 0 | 3 | 4 | 0 | 3 | 7 | 4 | 3 | 10 | 11 | 7  | 13 |

Ora si osserva che {\displaystyle B(n)} è sempre divisibile per {\displaystyle n}, quando {\displaystyle n} è un numero primo (Bencze 1998).

### Primalità
Se {\displaystyle p} è un numero primo maggiore di {\displaystyle 7} e {\displaystyle p\equiv 2\,{\bmod {5}}} oppure {\displaystyle p\equiv 4\,{\bmod {5}}} e {\displaystyle 2p-1} è un numero primo (una condizione che ricorda quella sulla primalità di Sophie Germain), allora {\displaystyle (2p-1)\mid F_{p}}, quindi {\displaystyle F_{p}} è composto.
Se {\displaystyle p} è primo, allora {\displaystyle F_{p}^{n}} non è un quadrato perfetto ad eccezione di {\displaystyle p=5}, nel qual caso però è {\displaystyle F_{5}^{n}=5^{m}}, con {\displaystyle m} non quadrato perfetto.

### Relazioni con il massimo comun divisore e la divisibilità
Un'importante proprietà dei numeri di Fibonacci riguarda il loro massimo comun divisore. Infatti è soddisfatta l'identità
{\displaystyle \mathrm {MCD} (F_{n},F_{m})=F_{\mathrm {MCD} (n,m)}}  (teorema di Vorob'ev).
Da questo segue che {\displaystyle F_{n}} è divisibile per {\displaystyle F_{m}} se e solo se {\displaystyle n} è divisibile per {\displaystyle m}. Questa proprietà è importante perché ne segue che un numero di Fibonacci {\displaystyle F_{n}} può essere un numero primo solamente se {\displaystyle n} stesso è un numero primo, con l'unica eccezione di {\displaystyle F_{4}=3} (l'unico numero di Fibonacci per cui potrebbe essere divisibile è {\displaystyle F_{2}=1}). Il viceversa tuttavia non è vero: {\displaystyle F_{19}}, ad esempio, è uguale a {\displaystyle 4181=37\cdot 113}.
Non è noto se i numeri primi che sono anche numeri di Fibonacci siano o meno infiniti.
Inoltre si può dimostrare che ogni numero primo divide almeno uno, e di conseguenza infiniti, numeri di Fibonacci.

## Altre proprietà
Tra le altre proprietà minori della sequenza di Fibonacci vi sono le seguenti.
- Charles Raine trovò quanto segue. Si considerino 4 numeri di Fibonacci consecutivi {\displaystyle F_{k},F_{k+1},F_{k+2},F_{k+3}} e un triangolo rettangolo con cateti {\displaystyle a}, {\displaystyle b} e ipotenusa {\displaystyle c}. Allora, se {\displaystyle a} è uguale al prodotto dei termini esterni e {\displaystyle b} è uguale al doppio del prodotto dei termini interni (ovvero se {\displaystyle a=F_{k}F_{k+3}} e {\displaystyle b=2F_{k+1}F_{k+2}}), anche {\displaystyle c} è un numero di Fibonacci. Inoltre, l'area del triangolo è uguale al prodotto dei quattro numeri.

Prendendo ad esempio i numeri {\displaystyle 3,5,8} e {\displaystyle 13,} allora è {\displaystyle a=3\cdot 13=39,b=2\cdot (5\cdot 8)=80}. Sommando i quadrati ed estraendo la radice quadrata otteniamo {\displaystyle c={\sqrt {39^{2}+80^{2}}}={\sqrt {1521+6400}}={\sqrt {7921}}=89}, che è l'undicesimo numero di Fibonacci. L'area del triangolo sarà {\displaystyle 3\cdot 5\cdot 8\cdot 13=1560}.
- Dati quattro numeri di Fibonacci consecutivi, il prodotto del primo col quarto è sempre pari al prodotto del secondo col terzo aumentato o diminuito di {\displaystyle 1}.
- Se si prende la sequenza dei quadrati dei numeri di Fibonacci e si costruisce una sequenza sommando a due a due i numeri della prima sequenza, la sequenza risultante è costituita da tutti e soli i numeri di Fibonacci di posto dispari.
- Data la sequenza dei numeri di Fibonacci di posto dispari, se si costruisce la sequenza ottenuta sottraendo a due a due i numeri adiacenti della prima sequenza, si ottiene la sequenza dei numeri di Fibonacci di posto pari.
- Ogni numero di Fibonacci corrisponde alla somma dei numeri che lo precedono eccetto l'ultimo, aumentata di {\displaystyle 1}.
- Gli unici numeri di Fibonacci che sono anche quadrati sono {\displaystyle 0,1} e {\displaystyle 144,} come dimostrato nel 1963 da John H. E. Cohn[7].
- Nel 2006 Yann Bugeaud, Maurice Mignotte e Samir Siksek hanno dimostrato che {\displaystyle 0,1}, {\displaystyle 8} e {\displaystyle 144} sono gli unici numeri di Fibonacci espressioni di potenze[8].
- L'identità di Cassini, scoperta nel 1680 da Jean-Dominique Cassini, afferma che per ogni intero {\displaystyle n},

{\displaystyle F_{n-1}F_{n+1}-F_{n}^{2}=(-1)^{n}.}
Tale identità è stata generalizzata nel 1879 da Eugène Charles Catalan:
{\displaystyle F_{n}^{2}-F_{n-r}F_{n+r}=(-1)^{n+r}F_{r}^{2}.}
- La somma dei reciproci dei numeri di Fibonacci converge, come si può vedere applicando il criterio del rapporto, ricordando che il rapporto tra due numeri di Fibonacci consecutivi tende a {\displaystyle \phi \approx 1,618>1}. La somma di questa serie è circa {\displaystyle 3,35988566624;} è stato dimostrato che questo numero è irrazionale. Si può ricavare già da {\displaystyle 100} termini con PARI/GP: sum(i=1,100,1.0/fibonacci(i))

## Algoritmo di Euclide con ciclo più lungo
Lamé dimostrò nel 1844 che l'algoritmo di Euclide ha un ciclo più lungo se in input ci sono numeri di Fibonacci.

## Frazioni continue
Ci sono legami con le frazioni continue da parte dei numeri di Fibonacci e anche con le frazioni di Farey e la sezione aurea.
Una particolare frazione continua infinita è la sezione aurea {\displaystyle \phi =[1;1,1,1,1,1,1,1,1,\ldots ].}
La frazione continua precedente si può anche considerare come vari pezzetti di termini convergenti; ad esempio:
{\displaystyle (0)=0;}
{\displaystyle (0,1)=1;}
{\displaystyle (0,1,1)=1/2;}
{\displaystyle (0,1,1,1)=2/3;}
{\displaystyle (0,1,1,1,1)=3/5;}
{\displaystyle (0,1,1,1,1,1)=5/8;}
{\displaystyle (0,1,1,1,1,1,1)=8/13.}
I vari pezzetti visti prima danno due legami inattesi della sezione Aurea: uno con la successione di Fibonacci, l'altro con la successione di Farey.
Difatti tra i pezzetti si ripete la sequenza {\displaystyle 1,2,3,5,8,13,\ldots } come nei numeri di Fibonacci. Escludendo {\displaystyle (0)}, per ottenere il terzo elemento si devono sommare i primi due, per ottenere poi il successivo termine si devono sommare i precedenti due, ecc.
Sempre dai pezzetti si osserva che due successivi convergenti della sezione aurea soddisfano la relazione {\displaystyle (ps-qr)=1.} Ad esempio con {\displaystyle 5/8} e {\displaystyle 8/13} si ha che {\displaystyle 5\cdot 13-8\cdot 8=65-64=1}, come nella serie di Farey.

## Generalizzazioni
Una generalizzazione si può ottenere ponendo:
{\displaystyle W_{0}(a,b,h,k)=a,}
{\displaystyle W_{1}(a,b,h,k)=b,}
e per ogni {\displaystyle n>1} sia
{\displaystyle W_{n}(a,b,h,k)=hW_{n-1}(a,b,h,k)-kW_{n-2}(a,b,h,k).}
Le {\displaystyle W_{n}(a,b,h,k)} sono successioni ricorrenti lineari, dove ogni elemento è combinazione lineare dei due precedenti.
Si dice successione generalizzata di Fibonacci la sequenza {\displaystyle W_{n}(a,b,h,k)} con valori iniziali {\displaystyle 0} e {\displaystyle 1}: {\displaystyle F_{n}(h,k)=W_{n}(0,1,h,k).}
La classica successione di Fibonacci è:
{\displaystyle \{F_{n}(1,-1)\}=\{0,1,1,2,3,5,8,13,21,34,55,89,144,\dots \}.}
Si dice successione generalizzata di Lucas la successione:
{\displaystyle L_{n}(h,k)=W_{n}(2,h,h,k).}
La classica successione dei numeri di Lucas è:
{\displaystyle \{L_{n}(1,-1)\}=\{2,1,3,4,7,11,18,29,47,76,123,199,\dots \}.}
I numeri di Lucas e quelli di Fibonacci sono collegati da moltissime relazioni. Si noti per esempio che: {\displaystyle 1+2=3,1+3=4,2+5=7,3+8=11,\dots ,F_{k}+F_{k+2}=L_{k+1}}. Quindi si deduce che una successione di Fibonacci può anche non cominciare necessariamente con due {\displaystyle 1}. Questa successione è detta successione di Fibonacci generica o generalizzata. Ogni successione generica di Fibonacci ha una singolare caratteristica, la somma dei primi dieci elementi è sempre uguale a 11 volte il settimo elemento. La dimostrazione è molto semplice: si elenchino i primi dieci elementi in questo modo:
1º elemento: {\displaystyle m;}
2º elemento: {\displaystyle n;}
3º elemento: {\displaystyle m+n;}
4º elemento: {\displaystyle m+2n;}
5º elemento: {\displaystyle 2m+3n;}
6º elemento: {\displaystyle 3m+5n;}
7º elemento: {\displaystyle 5m+8n;}
8º elemento: {\displaystyle 8m+13n;}
9º elemento: {\displaystyle 13m+21n;}
10º elemento: {\displaystyle 21m+34n.}
Sommando tutti i dieci elementi, si otterrà {\displaystyle 55m+88n} che è proprio uguale a 11 volte il settimo elemento.
Ogni successione generalizzata conserva la proprietà che il rapporto tra due numeri consecutivi tende alla sezione aurea. Una particolare successione di Fibonacci generalizzata, quella ottenuta ponendo {\displaystyle m=2} e {\displaystyle n=1}, è detta successione di Lucas.

### Calcolo con le matrici
Un metodo efficace per calcolare numeri di Fibonacci generalizzati con indice grande è fare ricorso alle matrici.
{\displaystyle M={\begin{bmatrix}0&1\\-k&h\end{bmatrix}},}
{\displaystyle M^{n}={\begin{bmatrix}-kF_{n-1}(h,k)&F_{n}(h,k)\\-kF_{n}(h,k)&F_{n+1}(h,k)\end{bmatrix}}.}
Se
{\displaystyle T_{r}(M^{n})=L_{r}(h,k),}
allora
{\displaystyle M^{n}=T_{n}(h,k)I+F_{n}(h,k)M}
dove {\displaystyle T_{n}(h,k)=W_{n}(1,0,h,k).}

### Successioni Tribonacci e Tetranacci
La successione di Fibonacci può essere anche generalizzata richiedendo che ogni numero sia la somma degli ultimi {\displaystyle n}, dove {\displaystyle n} è un qualsiasi numero intero. Se {\displaystyle n=1} si ottiene una successione degenere i cui termini sono tutti {\displaystyle 1}, se {\displaystyle n=2} si ottiene la successione di Fibonacci, mentre per {\displaystyle n=3} e {\displaystyle 4} si ottengono rispettivamente le cosiddette successione Tribonacci e Tetranacci. Caratteristica comune di queste successioni è che il rapporto tra due termini consecutivi tende alla radice reale compresa tra {\displaystyle 1} e {\displaystyle 2} del polinomio
{\displaystyle x^{n}-x^{n-1}-x^{n-2}-\dots -x-1.}
Anche la somma dei reciproci degli elementi di questa successione converge (se {\displaystyle n>1}), come si può vedere facilmente considerando che ogni {\displaystyle k}-esimo elemento di una successione è maggiore o uguale del corrispondente elemento {\displaystyle F_{k}} della successione di Fibonacci, e quindi il reciproco è minore.

## Numeri complessi di Fibonacci
Un numero complesso di Fibonacci è un numero complesso la cui parte reale è un numero di Fibonacci.
Ad esempio {\displaystyle z=8-i} è un numero complesso di Fibonacci perché {\displaystyle \mathrm {Re} (z)=8=F_{6}}.
Il rapporto di numeri complessi di Fibonacci con {\displaystyle k} dispari e {\displaystyle n>0} è tale che:
{\displaystyle {\frac {F_{k}-ni}{F_{k-1}-(n-1)i}}={\frac {F_{k+n}+i(-1)^{n-1}}{F_{k+(n-1)}}},}
dove {\displaystyle F_{k+n}=\sum _{i=k+1}^{n-1}F_{i}.}
Ad esempio:
{\displaystyle {\frac {5-i}{3-i}}={\frac {8+i}{5}},}
{\displaystyle {\frac {13-i}{8-i}}={\frac {21+i}{13}},}
{\displaystyle {\frac {8-2i}{5-i}}={\frac {21-i}{13}},}
{\displaystyle {\frac {13-3i}{8-2i}}={\frac {55+i}{34}}.}
Per {\displaystyle k} pari e {\displaystyle n>0} la formula non vale per i numeri complessi ma solo per i numeri interi sostituendo {\displaystyle 1} a {\displaystyle i}, ovvero
{\displaystyle {\frac {F_{k}-n}{F_{k-1}-(n-1)}}={\frac {F_{k+n}+(-1)^{n-1}}{F_{k+(n-1)}}},}
dove {\displaystyle F_{k+n}=\sum _{i=k+1}^{n-1}F_{i}.}
Ad esempio:
{\displaystyle {\frac {8-1}{5-1}}={\frac {13+1}{8}},}
{\displaystyle {\frac {13-2}{8-1}}={\frac {34-1}{21}},}
{\displaystyle {\frac {8-3}{5-2}}={\frac {34+1}{21}},}
{\displaystyle {\frac {8-3}{5-2}}={\frac {34+1}{21}}.}

## Sequenza casuale di Fibonacci
Nel 1999, Divikar Viswanath considerò una sequenza casuale di Fibonacci, {\displaystyle V_{n}}, in cui {\displaystyle V_{n}} è definito come {\displaystyle V_{n-1}\pm V_{n-2}}, dove {\displaystyle \pm } è + o - con uguale probabilità. Questa sequenza fu detta sequenza di Vibonacci oppure sequenza casuale di Viswanath.
Viswanath scoprì una costante simile al rapporto aureo nella sua successione. Dal momento che la sequenza non è sempre crescente, Viswanath sapeva che la costante sarebbe stata inferiore al rapporto aureo. Tale costante è nota come costante di Viswanath.

## Sequenze Repfigit

### Numeri Repfigit
Il nome deriva da "replicating Fibonacci digit" ed indica i "numeri riproduttori di Fibonacci".
Si definisce numero Repfigit o numero di Keith un numero {\displaystyle n} intero, costituito da {\displaystyle m} cifre
{\displaystyle n=\sum _{i=0}^{m-1}10^{i}{d_{i}},}
che si rigenera all'interno di una sequenza del tipo
{\displaystyle d_{1},d_{2},\ldots ,d_{m},s_{1},s_{2},s_{3},\ldots }
con
{\displaystyle s_{1}=d_{1}+d_{2}+d_{3}+\ldots +d_{m}}
{\displaystyle s_{2}=s_{1}+d_{2}+d_{3}+\ldots +d_{m}}
{\displaystyle s_{3}=s_{1}+s_{2}+d_{3}+\ldots +d_{m}}
{\displaystyle \quad \;\vdots }
Generalizzando si consideri la sequenza definita in maniera ricorsiva da
{\displaystyle s_{1}=\sum _{k=1}^{m}d_{k},}
{\displaystyle s_{k}=\sum _{i=1}^{k-1}s_{i}+\sum _{j=k}^{m}d_{j}} per {\displaystyle k>1.}
Se {\displaystyle s_{k}=n} per qualche {\displaystyle k}, {\displaystyle n} è un numero riproduttore di Fibonacci o numero di Keith.
Esempi di repfigit
{\displaystyle n=47,} {\displaystyle m=2} cifre
4, 7, 11, 18, 29, 47, 76 , ...
{\displaystyle n=197,} {\displaystyle m=3} cifre
1, 9, 7, 17, 33, 57, 107, 197, 361, ...
{\displaystyle n=1537,} {\displaystyle m=4} cifre
1, 5, 3, 7, 16, 31, 57, 111, 215, 414, 797, 1537, 2963 , ...
Nel 1987 Michael Keith ha introdotto il concetto dei numeri riproduttori di Fibonacci.
Nel 1987 il numero repfigit più grande conosciuto era un numero di 7 cifre, 7.913.837. Nel novembre 1989, fu scoperto 44.121.607 e nello stesso anno il dottor Googol trovò che i numeri 129.572.008 e 251.133.297 sono repfigit nell'intervallo definito tra 100 e 1.000 milioni. Oggi sono stati scoperti numeri di questo tipo molto più grandi.
Numeri riproduttori di Fibonacci fino a 5 cifre
{\displaystyle m=2}
14 , 19 , 28 , 47 , 61 , 75
{\displaystyle m=3}
197 , 742
{\displaystyle m=4}
1104 , 1537 , 2208 , 2580 , 3684 , 4788 , 7385 , 7647 , 7909
{\displaystyle m=5}
31331 , 34285 , 34348 , 55604 , 62662 , 86935 , 93993
Vedi  A007629 in Sloane's OEIS per una lista completa.

### Numeri Repfigit inversi
Esistono anche i numeri di Keith inversi, detti sinteticamente revRepfigit.
Ad esempio 12 è un numero revRepfigit perché con la tecnica vista prima si può ottenere una sequenza che mi dà il numero rovesciato ovvero 21: 1,2,3,5,8,13,21
Sono revRepfigit anche 12, 24, 36, 48, 52, 71, 341, 682, 1285, 5532, 8166, 17593, 28421, 74733, 90711, 759664, 901921, 1593583, 4808691, ecc.

### Congetture
Ci sono almeno due congetture da verificare, in particolare (1) se i numeri repfigit sono infiniti e (2) se esistono repfigit con {\displaystyle m>34.}

## Numeri di Fibonacci e legami con altri settori
In matematica i numeri di Fibonacci sono legati in qualche modo alla sezione aurea, alla sequenza di Farey, alle frazioni continue, alla zeta di Fibonacci, alla zeta di Riemann, ai gruppi di Lie, ai frattali.
In fisica sussiste il legame con la teoria delle stringhe. Molti altri legami sono evidenti con la biologia, la cristallografia, la musica, l'economia, l'arte, l'elettrotecnica, l'informatica, ecc. Tuttavia non mancano esempi di "avvistamenti" della successione di Fibonacci un po' forzati: lo rivelano Gael Mariani e Martin Scott dell'Università di Warwick, con un articolo su New Scientist del settembre 2005.

### In chimica
Nel 2010 un gruppo di scienziati capeggiato da R. Coldea dell'università di Oxford ha osservato come in un composto chimico (niobato di cobalto), portato artificialmente in uno stato quantistico critico, appare una simmetria riconducibile al gruppo di Lie E8, con due picchi alle basse energie in un rapporto simile a quello aureo.
Tramite il principio geometrico delle teorie di stringa si può trovare che i numeri di Fibonacci conservano la simmetria e sono abbastanza vicini ai "numeri di Lie", sui quali, invece, si basano i cinque gruppi eccezionali di simmetria {\displaystyle G_{2},F_{4},E_{6},E_{7},E_{8}.} Il gruppo {\displaystyle E_{8}} ha dimensione 57, che è un numero di Lie per {\displaystyle n=7,} infatti {\displaystyle 7^{2}+7+1=57,} vicinissimo al numero di Fibonacci {\displaystyle 55=7^{2}+7-1} (i numeri di Lie e i numeri di Fibonacci hanno quindi lo stesso DNA geometrico (simmetria) e numerico corrispondente (parabola {\displaystyle n^{2}+n+1} per i numeri di Lie, {\displaystyle n^{2}+n\pm c} con {\displaystyle n} primo e {\displaystyle c} molto piccolo). Ma il numero 248, collegato a {\displaystyle E_{8},} è anche {\displaystyle 248=15^{2}+15+8=225+15+8} con numero vicino di Fibonacci {\displaystyle 233=15^{2}+15-7.}

### Nella musica
La musica ha numerosi legami con la matematica, e molti ritengono che importante sia in essa il ruolo della sezione aurea e dei numeri di Fibonacci.
Sul piano compositivo, attraverso la successione di Fibonacci la sezione aurea può essere rapportata a qualsiasi unità di misura concernente la musica, cioè durata temporale di un brano, numero di note o di battute, etc. Anche se vi sono stati fraintendimenti numerici: nel 1978, per esempio, nei Kyrie contenuti nel Liber Usualis Paul Larson riscontrò il rapporto aureo a livello delle proporzioni melodiche, ma in mancanza di una documentazione che ne attesti un'effettiva volontà di inserimento, la non casualità della ricorrenza rimane tutta a livello puramente congetturale. Simili illazioni sono più volte state espresse circa le opere di Mozart, anche se recentemente John Putz, matematico all'Alma College, convinto anche lui di tale teoria (specialmente per quanto riguarda le sue sonate per pianoforte), dovette ricredersi riscontrando un risultato decente soltanto per la Sonata n. 1 in Do maggiore.
I musicologi hanno trovato altre applicazioni nei rapporti fra le durate (in misure) delle varie parti dei brani musicali, in particolare si trovano questi rapporti nelle opere di Claude Debussy e di Béla Bartók.
Tra i compositori del XX secolo si evidenziano in proposito Stravinsky, Xenakis, Stockhausen (nel cui brano Klavierstücke IX si hanno frequenti rimandi alle successioni fibonacciane nelle segnature di tempo), Luigi Nono, Ligeti, Giacomo Manzoni e Sofija Asgatovna Gubajdulina che disse a proposito di Bartok:
Tuttavia è molto difficile stabilire se l'artista abbia voluto consciamente strutturare l'opera con la sezione aurea o se questa non sia piuttosto frutto della sua sensibilità artistica, dato che la sezione aurea si riscontra spesso in natura (come ad esempio nelle stelle marine, in ammoniti, conchiglie, ananas, pigne e nella forma dell'uovo). Infatti, mentre alcuni ritengono che i sopra citati Debussy e Bartok abbiano deliberatamente impiegato la sezione aurea, per altri questo è meno scontato. D'altronde Debussy stesso scrisse esplicitamente al suo editore Durand (nell'agosto 1903):
Nel Novecento le avanguardie della musica colta e molti tra gli eredi del serialismo, come i già citati Karlheinz Stockhausen, György Ligeti e Iannis Xenakis, applicarono invece sistematicamente e intenzionalmente - a differenza della maggioranza dei loro predecessori - i numeri di Fibonacci alla musica, approfondendone lo studio e la conoscenza; facendo evolvere i precedenti utilizzi della matematica in musica, hanno introdotto un utilizzo più strutturato della matematica (soprattutto il calcolo delle probabilità e del computer per la composizione musicale). Xenakis in particolare ha fondato a tale fine, a Parigi nel 1972, un gruppo di ricerca universitario chiamato CEMAMU, che ha appunto come obiettivo l'applicazione delle conoscenze scientifiche moderne e del computer alla composizione musicale e alla creazione di nuovi suoni tramite sintetizzatori.
Anche la musica rock, specialmente nel cosiddetto rock progressivo, si è confrontata con gli aspetti mistico-esoterici della sezione aurea, e più precisamente dalla successione di Fibonacci. L'esempio più emblematico è la musica dei Genesis, che hanno usato assiduamente questa successione nella costruzione armonico-temporale dei loro brani; Firth of Fifth è tutto basato su numeri aurei: ad esempio ci sono assoli di 55, 34, 13 battute, di questi alcuni sono formati da 144 note, etc. Oltre ai Genesis, altre rock band hanno usato, seppure più sporadicamente, i numeri aurei nelle loro composizioni. Fra questi i Deep Purple nel brano Child in Time e i Dream Theater nell'album Octavarium, interamente concepito secondo il rapporto tra i numeri 8 e 5 e termini consecutivi della sequenza di Fibonacci. Risale invece al 2001 Lateralus album della band statunitense Tool che contiene il singolo omonimo "Lateralus" costruito fedelmente sulla successione di Fibonacci: i Tool fanno un sapiente uso dei primi elementi della successione di Fibonacci: contando infatti le sillabe della prima strofa si ottiene 1,1,2,3,5,8,5,3,2,1,1,2,3,5,8,13,8,5,3. Inoltre la ritmica della canzone alterna battute da 9/8, 8/8 e 7/8, il numero ottenuto è 987 che è il sedicesimo numero della sequenza. Da notare che la canzone fa un continuo riferimento alla figura della spirale ([...] To swing on the spiral [...] Spiral out. Keep going [...]).

### In botanica
Quasi tutti i fiori hanno tre, cinque, otto, tredici, ventuno, trentaquattro, cinquantacinque o ottantanove petali: ad esempio i gigli ne hanno tre, i ranuncoli cinque, il delphinium spesso ne ha otto, la calendula tredici, l'astro ventuno, e le margherite di solito ne hanno trentaquattro o cinquantacinque o ottantanove.

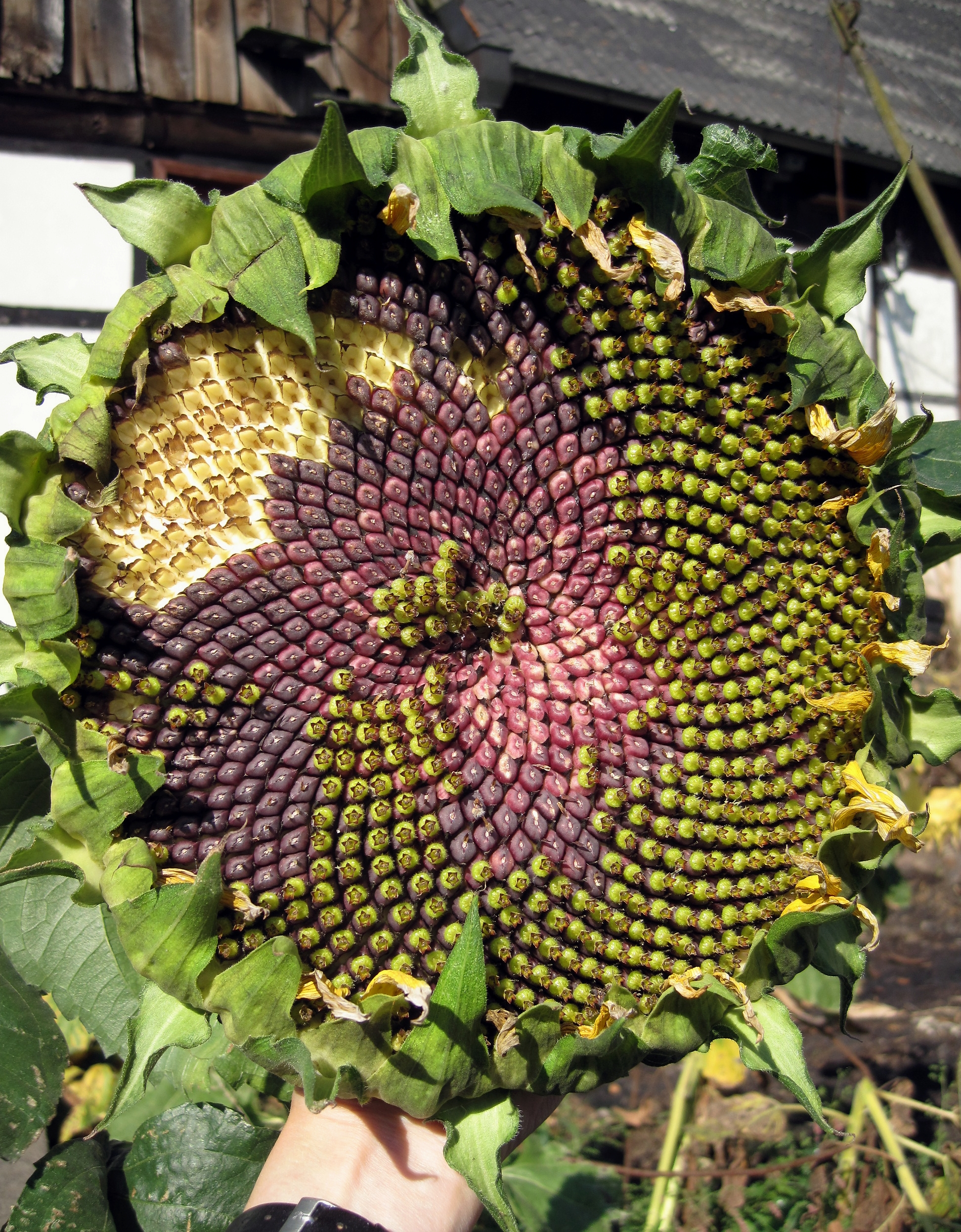
La disposizione dei fiori nel capolino del girasole

I numeri di Fibonacci sono presenti anche in altre piante come il girasole; difatti i piccoli fiori al centro del girasole (che è in effetti una infiorescenza) sono disposti lungo due insiemi di spirali che girano rispettivamente in senso orario e antiorario.
I pistilli sulle corolle dei fiori spesso si dispongono secondo uno schema preciso formato da spirali il cui numero corrisponde ad uno della successione di Fibonacci. Di solito le spirali orientate in senso orario sono trentaquattro mentre quelle orientate in senso antiorario cinquantacinque (due numeri di Fibonacci); altre volte sono rispettivamente cinquantacinque e ottantanove, o ottantanove e centoquarantaquattro. Si tratta sempre di numeri di Fibonacci consecutivi.
I numeri di Fibonacci sono presenti anche nel numero di infiorescenze di ortaggi come il broccolo romanesco.
Le foglie sono disposte sui rami in modo tale da non coprirsi l'una con l'altra per permettere a ciascuna di esse di ricevere la luce del sole. Se prendiamo come punto di partenza la prima foglia di un ramo e contiamo quante foglie ci sono fino a quella perfettamente allineata, spesso questo numero è un numero di Fibonacci, e anche il numero di giri in senso orario o antiorario che si compiono per raggiungere tale foglia allineata dovrebbe essere un numero di Fibonacci. Il rapporto tra il numero di foglie e il numero di giri si chiama “rapporto fillotattico” (vedi Fillotassi).

### Nel corpo umano
Il rapporto fra le lunghezze delle falangi del dito medio e anulare di un uomo adulto è aureo, come anche il rapporto tra la lunghezza del braccio e l'avambraccio, e tra la lunghezza della gamba e la sua parte inferiore.
Se si misura l'altezza dividendola per la distanza da terra del nostro ombelico, si ottiene Phi. Lo stesso accade se si misura la distanza dalla spalla alla punta delle dita e poi la dividiamo per la distanza dal gomito alla punta delle dita.

### In geometria e in natura

La spirale di Fibonacci, creata mediante l'unione di quadrati con i lati equivalenti ai numeri della successione di Fibonacci.

Se si disegna un rettangolo con i lati in rapporto aureo fra di loro, lo si può dividere in un quadrato e un altro rettangolo, simile a quello grande nel senso che anche i suoi lati stanno fra loro nel rapporto aureo. A questo punto il rettangolo minore può essere diviso in un quadrato e un rettangolo che ha pure i lati in rapporto aureo, e così via.
Leonardo da Pisa o Fibonacci visse vicino a Béjaïa, a quell'epoca importante città esportatrice di cera (da ciò deriva la versione francese del nome della città, "bougie", che significa "candela" in francese). Una recente analisi matematico-storica del periodo e della regione in cui visse Fibonacci suggerisce che, in realtà, furono gli apicoltori di Bejaia e le loro conoscenze sulla riproduzione delle api la fonte di ispirazione per la Successione di Fibonacci e non il più noto modello della riproduzione dei conigli.
La curva che passa per vertici consecutivi di questa successione di rettangoli è una spirale che troviamo spesso nelle conchiglie e nella disposizione dei semi del girasole sopra descritta e delle foglie su un ramo, oltre che negli alveari delle api nel rapporto numerico tra femmine e maschi.

### Nell'arte
I numeri di Fibonacci sono stati usati in alcune opere d'arte: nella piramide di Cheope, come nel Partenone di Atene.
Secondo Pietro Armienti, docente all'Università di Pisa ed esperto di petrologia, le geometrie presenti sulla facciata della chiesa pisana di San Nicola sarebbero un chiaro riferimento alla successione del matematico.
Mario Merz li ha usati nell'installazione luminosa denominata Il volo dei numeri, su una delle fiancate della Mole Antonelliana di Torino. Sulle mura di San Casciano in Val di Pesa, inoltre, accanto ad un cervo imbalsamato, sono permanentemente installati i numeri al neon riportanti le cifre 55, 89, 144, 233, 377 e 610. Si tratta di una creazione di Merz realizzata in occasione della mostra Tuscia Electa del 1997. Lo stesso autore ha inoltre realizzato nel 1994 un'installazione permanente sulla ciminiera della compagnia elettrica Turku Energia a Turku, in Finlandia.
Tutta l'opera di Tobia Ravà fa riferimento alla successione di Fibonacci, scoprendone anche una specifica proprietà.
Anche il pittore austriaco Helmutt Bruck ha dipinto quadri omaggianti Fibonacci e prodotto opere in serie di 21.
A Barcellona e a Napoli è stata creata un'installazione luminosa: nella città spagnola si trova nell'area della Barceloneta, all'interno dell'area pedonale, dove i numeri sono posti a distanze proporzionali alla loro differenza, mentre a Napoli sono disposti a spirale all'interno della stazione Vanvitelli della linea 1 della metropolitana, e più precisamente sul soffitto che sovrasta le scale mobili quando, superate le obliteratrici, si scende all'interno della stazione vera e propria.
Nel 2017, ad Albissola Marina, nella Piazzetta Poggi del centro storico, è stato installato un mosaico pavimentale dal titolo Fiore di Fibonacci, dovuto all'artista Gabriele Gelatti.

### Nell'economia
I numeri di Fibonacci sono utilizzati anche in economia nell'Analisi tecnica per le previsioni dell'andamento dei titoli in borsa, secondo la teoria delle onde di Elliott.
Studiando i grafici storici dei titoli, Ralph Nelson Elliott sviluppò un metodo basato su tredici conformazioni grafiche dette onde, simili per forma ma non necessariamente per dimensione.
A differenza di altre applicazioni grafiche come medie mobili, trendline, macd, rsi ecc. che si limitano ad indicare il livello di resistenza e di supporto e le angolature del trend "Il principio delle onde di Elliott" è l'unico metodo in grado di individuare un movimento del mercato dall'inizio alla fine e quindi di presumere i futuri andamenti dei prezzi.

### In informatica
I numeri di Fibonacci sono utilizzati anche nel sistema informatico di molti computer. In particolare vi è un complesso meccanismo basato su tali numeri, detto "Fibonacci heap" che viene utilizzato nel processore Pentium della Intel per la risoluzione di particolari algoritmi.
Il seguente algoritmo in Python permette di trovare l'n-esimo numero della serie di Fibonacci.
```
def
 
fibonacci
(
n
):

    
if
 
n
 
<
 
2
:

        
return
 
1

    
return
 
fibonacci
(
n
-
2
)
 
+
 
fibonacci
(
n
-
1
)

```

### Nei frattali
Nei frattali di Mandelbrot, governati dalla proprietà dell'autosomiglianza, si ritrovano i numeri di Fibonacci. L'autosomiglianza difatti è governata da una regola o formula ripetibile, così come la successione di Fibonacci.

### In elettrotecnica
Una rete di resistori, per esempio un Ladder Network (Rete a scala), ha una resistenza equivalente ai morsetti A e B esprimibile sia come frazione continua che tramite la sezione aurea o i numeri di Fibonacci (infatti si ha Req/R = {\displaystyle \phi }).

### Nei giochi sistemici
In qualunque gioco sistemico come totocalcio, superenalotto o roulette i numeri di Fibonacci possono essere utilizzati come montanti per le puntate.